# Comuna Tărtășești, Dâmbovița
Tărtășești este o comună în județul Dâmbovița, Muntenia, România, formată din satele Bâldana, Gulia și Tărtășești (reședința).

## Așezare
Comuna este situată în extremitatea sud-estică a județului, la limita cu județele Ilfov și Giurgiu, și este străbătută de șoseaua națională DN7 ce leagă orașele București și Pitești, la circa 30 km nord-vest de București. Aici se ramifică din acest drum șoseaua națională DN71 care leagă Bucureștiul de Târgoviște. Comuna se învecinează cu comunele Bâldana, Brezoaele, Brezoaia, Gulia, Slobozia-Moară și Ciocănești.

## Demografie
Componența etnică a comunei Tărtășești
     Români (87,06%)
     Alte etnii (0,93%)
     Necunoscută (12,02%)
Componența confesională a comunei Tărtășești
     Ortodocși (84,61%)
     Penticostali (1,01%)
     Alte religii (1,67%)
     Necunoscută (12,72%)
Conform recensământului efectuat în 2021, populația comunei Tărtășești se ridică la 6.158 de locuitori, în creștere față de recensământul anterior din 2011, când fuseseră înregistrați 5.874 de locuitori. Majoritatea locuitorilor sunt români (87,06%), iar pentru 12,02% nu se cunoaște apartenența etnică. Din punct de vedere confesional, majoritatea locuitorilor sunt ortodocși (84,61%), cu o minoritate de penticostali (1,01%), iar pentru 12,72% nu se cunoaște apartenența confesională.

## Politică și administrație
Comuna Tărtășești este administrată de un primar și un consiliu local compus din 15 consilieri. Primarul, Cristian Tudorache[*], de la Partidul Social Democrat, este în funcție din 2016. Începând cu alegerile locale din 2024, consiliul local are următoarea componență pe partide politice:
|  | Partid                          | Consilieri | Componența Consiliului | Componența Consiliului | Componența Consiliului | Componența Consiliului | Componența Consiliului | Componența Consiliului | Componența Consiliului | Componența Consiliului | Componența Consiliului | Componența Consiliului |
|  | ------------------------------- | ---------- | ---------------------- | ---------------------- | ---------------------- | ---------------------- | ---------------------- | ---------------------- | ---------------------- | ---------------------- | ---------------------- | ---------------------- |
|  | Partidul Social Democrat        | 10         |                        |                        |                        |                        |                        |                        |                        |                        |                        |                        |
|  | Partidul România Mare           | 2          |                        |                        |                        |                        |                        |                        |                        |                        |                        |                        |
|  | Alianța pentru Unirea Românilor | 2          |                        |                        |                        |                        |                        |                        |                        |                        |                        |                        |
|  | Partidul Național Liberal       | 1          |                        |                        |                        |                        |                        |                        |                        |                        |                        |                        |

## Istorie
La sfârșitul secolului al XIX-lea, comuna făcea parte din plasa Snagov a județului Ilfov, și avea în compunere satele Bujoreanca, Călugăru, Hanu-de-Pământ și Pajera, cu 1148 de locuitori. În comună funcționau o moară cu aburi, o școală mixtă și trei biserici — la Bujoreanca, Călugăru și Pajerea. La acea vreme, pe teritoriul actual al comunei mai funcționa și comuna Bâldana (denumită înainte de 1815 Moșneanu), în plasa Ialomița a județului Dâmbovița, ea fiind formată din satele Bâldana și Fundata, cu 748 de locuitori și 210 case. Aici funcționau o școală înființată în 1896 și două biserici — una în satul Fundata și una a mănăstirii Bâldana.
În 1925, Anuarul Socec consemnează comuna Tărtășești în plasa Buftea-Bucoveni a județului Ilfov, având aceleași sate în compunere, plus satul Gulia, și o populație totală de 2170 de locuitori. Tot atunci, comuna Bâldana avea 1950 de locuitori în satele Bâldana, Fundata și Priseaca, fiind arondată plășii Ghergani a județului Dâmbovița. În 1931, satul Priseaca era consemnat cu numele de Țepeș-Vodă.
În 1950, cele două comune au fost arondate raionului Răcari din regiunea București. În 1968, la revenirea la organizarea administrativă pe județe, cele două comune au fost transferate județului Ilfov, reînființat, și au fost comasate. Astfel, comuna a luat forma sa actuală, satele Țepeș-Vodă și Fundata fiind desființate și integrate în satul Bâldana, iar satul Tărtășești cuprinzând și satul Hanu de Pământ.
În 1981, în urma unei reorganizări administrative regionale, comuna Tărtășești a fost transferată la județul Dâmbovița.

## Informații despre comună

### Boieri importanți din localitate
- Boierul Tărtășescu
  - Împreună cu  fiii săi, care au învestit la strămutarea vatrei așezării (La început, această comună nu se afla pe actuala șosea, ci era la punctul zis “Chirnov” (Grădina Burlanului), la o depărtare de 1 500 m, la vest de actuala așezare,având șosea în legătură cu Brăiloiu și Poiana din județul Dâmbovița, cu Săbărenii, Bâcu etc). Și la construirea drumului face direct legătura între București și Târgoviște.
- Smaranta Bujoreanu
  - Este cunoscută și îndrăgită de localnici, pentru actele sale de caritate, pentru investițiile sale aduse acestei așezări. Dotand-o cu o școală sătească (tot aici, aflându-se una dintre cele mai vechi școli sătești din județ.) și înființând un târg, care avea loc în fiecare duminică. O alta personalitate importantă care a îndrăgit și a sprijinit localitatea a fost și conducătorul Tarii Românești, Alexandru I. Ipsilanti, ajutând-o pe Smaranda, să înființeze o școala la Tărtășești, donând teren și bani. Tot acesta a cerut să fie aduși 12 străini (preoți și profesori) în această localitate, pentru a învăța copiii să scrie și să citească. La rândul lui, fiul Smarandei, Grigore Bujoreanu, revine cu o jalbă, două luni mai târziu, cerându-i aceluiași Alexandru Ipsilanti Vodă, să fie de acord cu scutirea de bir pentru cei doi preoți și un grămătic, pe care boierul i-a așezat la biserica Dobrușești, cu hramurile Adormirii Maicii Domnului și Sf. Nicolae. Din actul menționat, aflăm că biv-vel vistierul Șerban Bujoreanu a întreținut din bani proprii o școală pentru învățătura copiilor din satul Tărtășești, încă de pe vremea domnului Constantin Brâncoveanu, ceea ce împinge cu o sută de ani în urmă data aparitiei primelor școli rurale din România. Impresionat, desigur, de dragostea și grija boierilor Bujoreni fată de școala lor din Tărtășești. “Renumită trebuia să fi fost școala din Tărtășești, dacă și domnii ce au urmat lui Ipsilanti au apreciat-o și au scutit-o de dări, biruri și angarale” aprobau bătrânii locului. Vodă aprobă „lude 12 străini, câte 6 de fiecare” pentru  „poslușenia” bisericii și școlii. Boierii Bujoreni originari din Vâlcea, au jucat un rol de seamă în istoria  Tării Românești. Numele lor apar în numeroase pisanii ale unor biserici din Muntenia și Oltenia
    - Sevastița Bujoreanu (Schitul Predeal)
    - Vornicul Preda Bujoreanu, devenit la bătrânețe Ieromonahul Pahomie (Schitul Comanca și Biserica Coasta, ambele din jud. Vâlcea, precum și Biserica Sf. Dumitru din orașul Râmnicu Vâlcea)
    - Căminarul Grigore Bujoreanu (Biserica Sf. Dumitru din Râmnicu-Vâlcea și Biserica Sf. Treime din Câmpina)
    - Serdarul Preda Bujoreanu (Biserica Bogdănești și Biserica Bujoreni din județul Vâlcea).

Același Preda Bujoreanu, împreună cu polcovnicul Constantin Bujoreanu, figurează printre ctitorii bisericii “Adormirea” din Câmpina, construcția datând din 1811. Alte nume de Bujoreni sunt înscrise și în pisaniile mănăstirilor Pasărea și Cernica. Prin averile pe care le dețineau, boierii amintiți devin personaje foarte influente la curtea domnească de la București, unde se stabilește chiar o ramură a acestei familii. Bujorenii locuiau în apropiere de Podul Calicilor, (partea dinspre Dâmbovița a străzii numite mai până deunăzi Calea Rahovei), un fel de cartier select al marilor boieri din vremea lui Constantin Brâncoveanu: Costache Crețulescu, Mihalache Manu, N. Golescu, logofătul Fundățeanu etc.
Într-un pomelnic al Mitropoliei din București, de la sfârșitul secolului al XVIII-lea, care identifică ordinea mormintelor din interiorul bisericii metropolitane, figurează și membri ai acestui clan boieresc. Aceste morminte formează un veritabil cimitir, aici fiind înhumați peste o sută de domni și rude de voievozi, ierarhi ai bisericii și boieri de rang înalt, care sunt grupați pe familii.

### Frații Capșa
Un alt nume de familie celebru, care a intrat în istoria localității Tărtășești, este acela al fraților Capșa. Strămoșii familiei Capșa, de origine macedo-română, au venit în București, după cât se știe, în a doua jumătate a secolului al XVIII-lea,primul mai bine cunoscut fiind Dumitru Capșa, cojocar de meserie.
Unul dintre fiii lui Dumitru, pe numele său Constantin Capșa, căsătorit cu Ana Vasiliu, fiica unui negustor din Ploiești, a avut 13 copii (nouă băieți și patru fete), dintre care trei au murit. Din rândul băieților, patru au fost trimiși să învețe în străinătate. Ștefan Capșa (1822-1885) obține licența în medicină la Viena, ocupând funcția de director general în serviciul sanitar.
El a fost mult timp profesor la Facultatea de Medicină din București - Nicolae Capșa (1834 – 1864) este cunoscut ca fiind primul român care a obținut un doctorat în matematică la Paris. Din nefericire, s-a stins de tânăr, răpus de o boală de plămâni.

### O mare influența asupra sistematizării cursului  Dâmboviței au avut-o tărtășenii
Contribuția tărtășenilor la regularizarea cursului râului Dâmbovița a fost semnificativă. În primul rând, medelnicerul din Tărtășești și-a luat misiunea în serios. 
Mai întâi, el a calculat devizul estimativ al lucrării, fixând contribuția fiecărui boier sau proprietar de terenuri la realizarea canalului și a stăvilarului. Costul devizului lucrărilor de mutare a stăvilarului și de trasare a canalului se ridica la suma de 12.135 taleri. 
După calculele lui Grigore Bujoreanu, fiecare latifundiar, dintre cei afectați de inundațiile Ilfovului, urma să contribuie cu sume de bani, proporțional cu suprafața deținută (câte 20 de parale, pentru fiecare stânjen de teren).
Iată lista celor care urmau să se bucure de binefacerile acestui ambițios proiect de amenajări hidrotehnice:
- Răcărenii
- Bâldănenii, cu moșia boierească; Fundata Herăzoilor
- Moșia medelnicerului Constantin Bujoreanu
- Moșia dumnealui căminar Ștefan Bujoreanu (Tărtășești)
- Medelnicerul Grigorie Bujoreanu (Tărtășești)
- Moșiile Sfintei Episcopii Buzău și Sfintei Episcopii Argeș
- Moșiile (Roibu)

Toate având un total de 5100 de stânjeni
Contribuțiile în bani urmau să fie repartizate după cum urmează:
| Nume                                                  | Sumă (taleri) |
| ----------------------------------------------------- | ------------- |
| Sf. Episcopie a Râmnicului                            | 300           |
| Brezoaia Brăiloiului                                  | 300           |
| Moșia răposatului vornic Constatin Știrbei            | 2000          |
| Brezoaia                                              | 1000          |
| Postăvarii și trestienii vornicesei Ecaterina Știrbei | 1000          |
| Cosoba                                                | 1000          |
| Popeștii și Joița                                     | 800           |
| Medelnicerul Arcuda                                   | 300           |
| Moșnenii Tărtășești                                   | 4000          |
| Popeștii mănăstirii Mihai Vodă                        | 1000          |
| Popeștii mănăstirii Sfânta Ecaterina                  | 2000          |
| Dragomireștii slăvitului Dragoman Manuc               | 4800          |
| Burtea și flămânzenii Mănăstirii Mihai Vodă           | 40.000        |
| Șetrar Ștefan Tărtășescu                              | 4000          |
| Șetrar Ștefan Tărtășescu Pe moșia denumită Cojocu     | 500           |
| Total                                                 | 30.000 taleri |

O parte însemnată a acestor fonduri a provenit din partea tărtășenilor, deopotrivă boieri sau moșneni, ceea ce înseamnă că starea lor materială era deosebit de înfloritoare. Lucrarea hidrotehnică trebuia realizată în Răcari, “den sus de moara Brăiloiului, unde dau în Ilfov câteva apșoare mici”. Noul canal avea scopul de a abate “apa Ilfovului a intra în apa Dâmboviței”.
Tot acolo, “un alt șanț să se deschidă, mai la vale din apa Dâmboviței, până în șanțul cel vechi ce dă în Ciorogârla, ca să ia prisosul apei, atât al lfovului cât și al Dâmboviței, când vine mare, unde acolo să se mute tăvilarul și să păzească epistatu cu șănțari. Iar gura șanțului celui vechi,  din sus, să se astupe.”
Primind încuviințarea Divanului Domnesc, medelnicerul Grigore Bujoreanu își ia în serios răspunderile de antreprenor al lucrării. Împreună cu Dima Siulugi-Bașa, boierul Tărtășean va angaja salahori pentru a duce la îndeplinire poruncile domnești care cereau “ să deschidă amândouă șanțurile, însă aceasta să se desăvârșească fără zăbavă, acum în vreme de vară, cât este înlesnire a se lucra.”

### Căile ferate de la Tărtășești la Ciocănești
La Tărtășești, la granița dintre măreața așezare și satului Ciocănești, este inaugurata linia de cale ferată București-Pitești. Destinul locuitorilor din această așezare a fost influențat și de prezența în apropierea sa a unei linii de cale ferată, pe ruta București – Pitești (Târgoviște). Existența celor două stații feroviare, la Tărtășești și Bâldana a marcat enorm dezvoltarea localității Tărtășești. 
Pe de o parte, a facilitat legături regulate și ieftine cu Capitala dar, mai ales, a facilitat locuitorilor posibilitatea de a lucra în afara localității, la CFR, ITB, în industrie sau comerț, cu efecte sociale și economice palpabile.
Linia ferată Pitești - București a fost inaugurată în mod oficial la data de 13 septembrie 1872, la mai puțin de patru ani după așezarea pietrei de temelie a Gării de Nord (10 septembrie 1868). Existau și proiecte pentru o linie de cale ferată București-Alba Iulia (Ocna Mureș) dar au fost abandonate dintr-un motiv necunoscut.

### Al Doilea Război Mondial
În timp celui de Al Doilea Război Mondial, în timpul Operațiunii Tidal Wave o eroare a unor piloți americani a făcut să facă ca două din bombele din cadrul grupării NADIA au căzut la sud de Tărtășești, provocând aproximativ 10-20 de morți.

### Hidrografia comunei
Teritoriul localității este străbătut de râul Ilfov (numit uneori în mod incorect Râul Ilfovăț) care este un curs de apă, afluent al râului Dâmbovița. Izvorăște din zona comunei Șotânga - județul Dâmbovița, din Dealul La Cruce (alt. 509 m). Traversează teritoriul satului Teiș, situat în sudul comunei, după care intră în Câmpia Înaltă a Târgoviștei. La sud de orașul Târgoviște au fost executate pe Ilfov lacurile de acumulare de la Ilfoveni și Brăteștii de Jos. Ilfovul are o lungime totală de 96 de km, fiind afluent al râului Dâmbovița. Din lungimea totală, 80 de km sunt situați pe teritoriul județului Dâmbovița. Traversează următoarele localități: Târgoviște, Tărtășești, Zurbaua, Răcari, Brezoaele, Conțești, Săbăreni și altele.